# 동이초등학교 우산분교
동이초등학교 우산분교는 대한민국 충청북도 옥천군에 있는 공립 초등학교이다.

## 학교 연혁
- 1959년 10월 8일 지탄국민학교 우산분교장 개교(설립인가 5월 31일)
- 1965년 3월 1일 우산국민학교 개교
- 1994년 3월 1일 동이국민학교 우산분교로 격하
- 1996년 3월 1일 현재 교명으로 변경

## 참고 자료
- 동이초등학교우산분교장 - 한국교육학술정보원 학교알리미